# Gotta Kick It Up!
Gotta Kick It Up! (titulada Si se puede en Hispanoamérica y Ritmo latino en España) es una Película Original de Disney Channel transmitida por primera vez en EE. UU. el 26 de julio de 2002, por Disney Channel. Está protagonizada por Camille Guaty, America Ferrera, Susan Egan, Jhoanna Flores, Suilma Rodriguez, Sabrina Wiener.
Su estreno en Estados Unidos recibió un total de 1.18 millones de espectadores.

## Argumento
Cinco chicas, cinco personalidades distintas. Una importante competencia de baile. Para ganar, este disparejo grupo de chicas latinas tiene que hacer a un lado sus diferencias y comportarse como un verdadero equipo. Gotta Kick It Up sigue a una profesora, exejecutiva de una compañía de Internet y entrenadora voluntaria del equipo de baile de un colegio secundario, que toma a un grupo de muchachas Latinas y las motiva a descubrir su potencial y a sobreponer obstáculos sociales. A través de su dirección, y con el mantra -Sí Se Puede,-Yes We Can-, las chicas vencen los obstáculos, y se convierten en un equipo de baile ganador. 

## Reparto
- Camille Guaty -  Daisy Salinas
- America Ferrera - Yolanda Vargas
- Jhoanna Flores -  Alyssa Cortez
- Suilma Rodriguez -  Marisol
- Sabrina Wiener -  Esmeralda Reyna
- Miguel Sandoval -  Director Zavala
- Erik Alexander Gavica -  Chuy
- Susan Egan -  Heather Bartlett
- Elizabeth Sung -  Sra. Kim
- Gina Gallego -  Mamá de Alyssa
- Gerry Del Sol -  Papá de Alyssa
- Valente Rodriguez -  Sr. Reyna
- Anita Ortega -  Sra. Reyna
- Yvonne Farrow -  Lynell Elliott
- Ulises Cuadra - Segura